# Port Blair
Port Blair, renommée Sri Vijaya Puram le 13 septembre 2024, est la plus grande ville des Îles Andaman ainsi que la capitale du territoire indien des îles Andaman-et-Nicobar. Elle se trouve sur la côte est de l'île South Andaman. En 2001, elle compte 100 186 habitants.
Le nom de la ville vient d'Archibald Blair, de la Compagnie anglaise des Indes orientales, qui y a construit en 1789 un établissement pénitentiaire. La ville a été fondée en 1858.
Les touristes sont acceptés, mais pour visiter le reste de l'ile, un laissez-passer ou autorisation est nécessaire, à demander à l'administration militaire, qui informe ensuite le consulat le plus proche du demandeur, pour les immatriculés, ou simples visiteurs : certaines îles des Andaman sont inaccessibles pour préserver des populations indigènes, et d'autres sont classées en zones militaires du fait de la présence du INS Jarawa, base navale du Commandement conjoint des armées indiennes des îles Andaman et Nicobar.

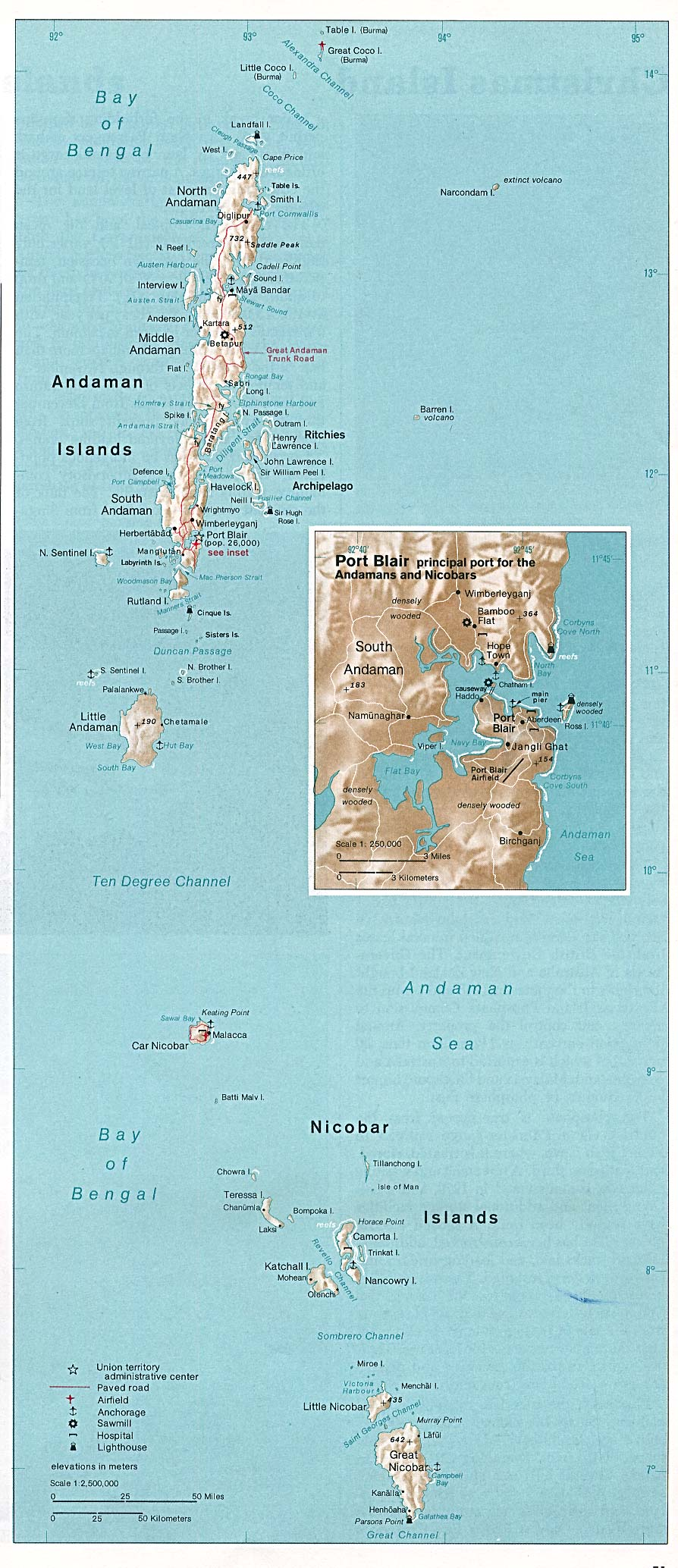
Carte des Îles Adaman et Nicobar et détail de la région de Port Blair.

## Transport
La ville est desservie par l'aéroport de Port Blair.
Port Blair est sur la Route nationale 4.

## Personnalités liées à la ville
- Boa Sr. (vers 1925-2010), dernière personne à parler l'aka-bo, morte à l'hôpital de Port Blair.